# Challenger de Génova 2016
El torneo AON Open Challenger 2016 es un torneo profesional de tenis. Pertenece al ATP Challenger Series 2016. Se disputó su 13.ª edición sobre superficie tierra batida, en Genoa, Italia entre el 5 al el 11 de septiembre de 2016.

## Jugadores participantes del cuadro de individuales
| Favorito | País                       | Jugador                 | Rank1 | Posición en el torneo |
| -------- | -------------------------- | ----------------------- | ----- | --------------------- |
| 1        | Bandera de España          | Nicolás Almagro         | 48    | FINAL                 |
| 2        | Bandera de Argentina       | Horacio Zeballos        | 71    | Segunda ronda         |
| 3        | Bandera de Argentina       | Carlos Berlocq          | 76    | Semifinales           |
| 4        | Bandera de España          | Roberto Carballés Baena | 103   | Segunda ronda         |
| 5        | Bandera de Rusia           | Teimuraz Gabashvili     | 105   | Segunda ronda         |
| 6        | Bandera de Uzbekistán      | Denis Istomin           | 107   | Cuartos de final      |
| 7        | Bandera de República Checa | Adam Pavlásek           | 112   | Semifinales           |
| 8        | Bandera de Eslovaquia      | Jozef Kovalík           | 126   | Cuartos de final      |

- 1 Se ha tomado en cuenta el ranking del 29 de agosto de 2016.

### Otros participantes
Los siguientes jugadores recibieron una invitación (wild card), por lo tanto ingresan directamente al cuadro principal (WC):
- Gianluigi Quinzi
- Edoardo Eremin
- Nicolás Almagro
- Denis Istomin

Los siguientes jugadores ingresan al cuadro principal tras disputar el cuadro clasificatorio (Q):
- Hubert Hurkacz
- Danilo Petrović
- Dino Marcan
- Gianluca Mager

## Campeones

### Individual masculino
- Jerzy Janowicz derrotó en la final a  Nicolás Almagro, 7–6(5), 6–4

### Dobles masculino
- Julio Peralta /  Horacio Zeballos derrotaron en la final a  Aliaksandr Bury /  Andrei Vasilevski, 6–4, 6–3